# Histochemia
Histochemia – nauka z pogranicza biochemii oraz histologii, zajmująca się badaniem związków chemicznych i ich przemian w poszczególnych tkankach. Odkrycia z tej dziedziny są stosowane m.in. w diagnostyce medycznej.